# Pompejus den yngre
Pompejus den yngre, även Gnaeus Pompejus, född cirka 75 f.Kr. död 12 april 45 f.Kr. (avrättad) var en romersk politiker och fältherre under slutet av den Romerska republiken. Han var Pompejus den stores äldste son med dennes tredje fru Mucia Tertia. 
Julius Caesar korsade Rubicon 49 f.Kr., och i och med denna handling utlöste han inbördeskrig inom den Romerska republiken. Pompejus den yngre följde, tillsammans med de flesta senatorer som stödde Pompejus, sin far till Brundisium. När Caesar påbörjade en belägring av staden flydde de till Grekland med hjälp av de många handelsfartyg de hade beslagtagit i området. 
Efter slaget vid Pharsalus 48 f.Kr. där Pompejus den store förlorade, flydde denne till Egypten. Han blev mördad vid sin ankomst den 29 september samma år. Pompejus den yngre och dennes yngre bror Sextus drog sig tillbaka till den romerska provinsen Africa. Tillsammans med Metellus Scipio, Cato den yngre och andra senatorer som motsatte sig Caesar förberedde de här sitt motstånd. De blev besegrade under slaget vid Thapsus 46 f.Kr. Metellus Scipio och Cato tog sina liv efter förlusten men Pompejus den yngre lyckades fly till Hispania tillsammans med sin bror och Caesars förre general Titus Labienus. Där lyckades de samla ihop ännu en armé för att bekämpa Caesar. 
Caesar följde efter "upprorsmännen" och den 17 mars 45 f.Kr. möttes de under slaget vid Munda. Caesar vann slaget och Labienus stupade tillsammans med 30 000 av Pompejus trupper. Pompejus den yngre och hans bror lyckades fly ännu en gång men han fångades in inom några veckor och avrättades för förräderi. Sextus undvek dock att bli tillfångatagen. 